# Trinomi
En l'àlgebra elemental, un trinomi és un polinomi que consta de tres termes o monomis.

## Expressions trinomials
1. {\displaystyle 3x+5y+8z} amb {\displaystyle x,y,z} les variables
2. {\displaystyle 3t+9s^{2}+3y^{3}} amb {\displaystyle t,s,y} les variables
3. {\displaystyle 3ts+9t+5s} amb {\displaystyle t,s} les variables
4. {\displaystyle Ax^{a}y^{b}z^{c}+Bt+Cs} amb {\displaystyle x,y,z,t,s} les variables, {\displaystyle a,b,c} enters no negatius i {\displaystyle A,B,C} qualsevol constant.
5. {\displaystyle Px^{a}+Qx^{b}+Rx^{c}} on {\displaystyle x} és variable i constant {\displaystyle a,b,c} són enters no negatius i {\displaystyle P,Q,R} qualsevol constant.

## Equació trinomial
Una equació trinomial és una equació polinòmica que inclou tres termes. Un exemple és l'equació {\displaystyle x=q+x^{m}} estudiat per Johann Heinrich Lambert al segle xviii.

### Alguns trinomis notables
- suma o diferència de dos cubs :

{\displaystyle (a^{3}\pm b^{3})=(a\pm b)(a^{2}\mp ab+b^{2})}
- Un tipus especial de trinomi es pot tenir en compte de manera similar als quadràtics, ja que es pot veure com un quadràtic en una nova variable (xn sota). Aquest formulari es considera:

{\displaystyle x^{2n}+sx^{n}+p=(x^{n}+a_{1})(x^{n}+a_{2}),}
on
{\displaystyle {\begin{aligned}a_{1}+a_{2}&=s\\a_{1}\cdot a_{2}&=p.\end{aligned}}}
Per exemple, el polinomi (x² + 3x + 2) és un exemple d’aquest tipus de trinomi amb n = 1. La solució a1 = 2 i a₂ = 1 del sistema anterior dona els factors trinomials:
(x² + 3x+ 2) = (x + a1)(x + a₂) = (x + 2)(x + 1).
El mateix resultat pot proporcionar-se amb la regla de Ruffini, però amb un procés més complex i que requereix més temps.